# Banowina vrbaska
Banowina vrbaska (serb./chorw. Врбаска бановина/Vrbaska banovina) – jednostka podziału terytorialnego Królestwa Jugosławii w latach 1929–1941. Obejmowała północną część dzisiejszej Bośni i Hercegowiny oraz skrawek środkowej Chorwacji – dystrykt Dvor nad Uną. Nazwa utworzona od rzeki Vrbas. Według danych spisu powszechnego z 1931 ludność liczyła 58,8% prawosławnych, 24,1% muzułmanów, 16,7% katolików. Po utworzeniu autonomicznej Banowiny Chorwacji w 1939 z banowiny Vrbasu włączono do niej dystrykty Derventa i Gradačac (1.763 km²). Po upadku Jugosławii w 1941 tereny banowiny Vrbasu w całości znalazły się w Niezależnym Państwie Chorwackim.
Banami banowiny vrbaskiej byli:
1. Svetislav Milosavljević – 1929-34
2. Dragoslav Đorđević – 1934-35
3. Bogoljub Kujundžić – 1935-37
4. Todor Lazarević – 1937-38
5. Petar Cvetković – 1938-41
6. Nikola Stojanović – 1941